# Machiavellismo

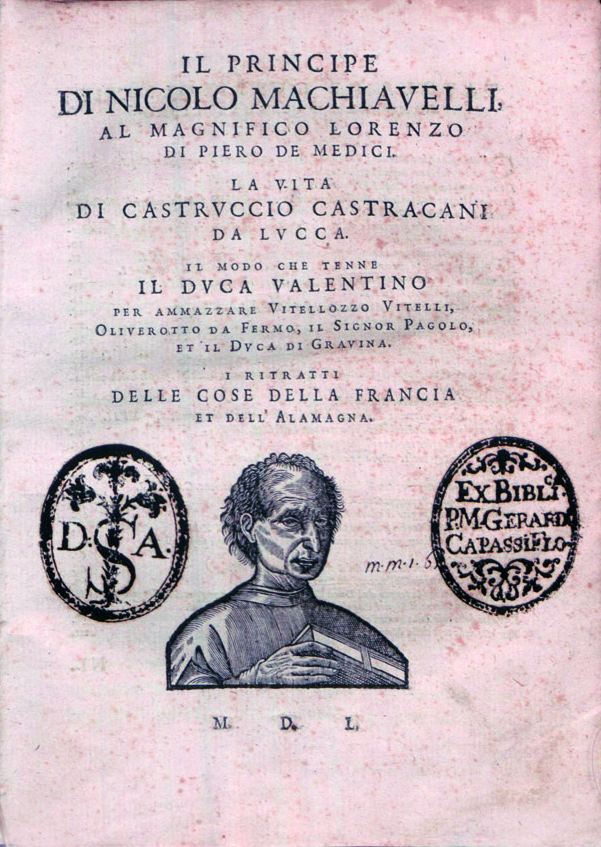
Frontespizio de Il Principe (ed. 1550)

Machiavellismo è un termine della letteratura politica, nato da una particolare interpretazione della dottrina politica, affine al realismo, che Niccolò Machiavelli espresse in particolare nei capitoli XV-XVIII de Il Principe. 

## Forzature ermeneutiche
La manipolazione del pensiero di Machiavelli ha inizio nella seconda metà del secolo XVI, da parte di autori che indicano con la parola machiavellismo l'arte di governare ispirata a un puro utilitarismo, in base al quale il governante, indipendentemente da ogni considerazione di carattere morale, si serve di ogni espediente, anche il più subdolo o spietato, pur di raggiungere il proprio fine.
La sintesi di questa manipolazione è nel detto attribuito a Machiavelli, ma da lui mai pronunciato, «il fine giustifica i mezzi», di cui è in realtà autore il critico letterario Francesco de Sanctis.

## Nella storia delle idee

### L'antimachiavellismo ed il repubblicanesimo
Il termine, entrato anche nel linguaggio comune come «sinonimo di opportunismo politico», ha una connotazione negativa tale, che sarebbe più adeguato parlare di "antimachiavellismo" per significare il travisamento e l'ostilità preconcetta al pensiero politico machiavelliano, che ritroviamo negli scritti di autori protestanti e cattolici.
Ad esempio il cardinale inglese erasmiano Reginald Pole - secondo il quale il ministro del re, Thomas Cromwell, aveva trovato nel Principe il modello della sua politica antiecclesiastica e priva di scrupoli - e il domenicano Ambrogio Catarino Politi (1552) accusano Machiavelli di ateismo, presentandolo come un precettore di violenza, di frode, di empietà (Apologia, 1535); il vescovo portoghese Girolamo Osorio giudica Machiavelli un pagano, poiché avvilisce la virtù cristiana degli umili ed esalta invece l'areté pagana, laica e terrena (De nobilitate civili et christiana, 1542). Giudizi simili esprimono l'ugonotto Innocent Gentillet (Contre Nicolas Machiavel, 1576), il gesuita Antonio Possevino (Iudicium ... de Nicolao Machiavello, 1592) e Tommaso Campanella (Città del Sole, 1602; Atheismus triumphatus, 1607).
Nel 1559 papa Paolo IV include le opere del Machiavelli nel terzo Indice dei libri proibiti. Anche William Shakespeare contribuisce alla leggenda nera di Machiavelli.

### Nel XVIII secolo
La deformazione del malinteso pensiero di Machiavelli raggiunge l'apice con l'Antimachiavel (1739-1740) di Federico II di Prussia, opera a cui metterà mano Voltaire, dandole maggiore rilevanza. Il sovrano prussiano, che non si manterrà sempre fedele ai principi professati, contesta il machiavellismo, presentando Machiavelli come un difensore della tirannia e della crudeltà.
Infine Immanuel Kant nel suo saggio Per la pace perpetua. Un progetto filosofico (1795) teorizza l'antimachiavellismo con la subordinazione della politica ai superiori valori morali.
Alla corrente interpretativa di un Machiavelli che avrebbe dato un'impropria dignità politica al regime tirannico si contrappongono gli autori, da Baruch Spinoza a Jean Jacques Rousseau e poi a Vittorio Alfieri e a Ugo Foscolo, per i quali il machiavellismo si identificherebbe con il repubblicanesimo e sarebbe quindi espressione di ideali di libertà. Machiavelli, nel descrivere la politica del Principe, avrebbe voluto rivelare ai popoli la sopraffazione e la violenza del potere politico, mostrando loro per contrasto il valore della libertà.
Per Spinoza Machiavelli ha insegnato ai popoli come debbano diffidare dal consegnare il potere politico a un solo uomo. Denis Diderot interpreta il Principe come una satira del tiranno e Rousseau vi vede «il libro dei repubblicani», dove Machiavelli «fingendo di dare lezioni ai re, ne ha date di grandi ai popoli». Foscolo riprende questa interpretazione "obliqua" nel carme Dei sepolcri, dove Machiavelli è descritto come un repubblicano:
(Ugo Foscolo, Dei sepolcri)

### Il machiavellismo nel secolo XIX
(Attribuita a Niccolò Machiavelli)
Una completa rivalutazione della teoria politica di Machiavelli compare nel pensiero hegeliano che, rifacendosi all'ambiente storico in cui è stato composto Il Principe, contesta quegli autori antimachiavellici che vi hanno visto la consacrazione del potere tirannico: «è sommamente irrazionale il trattare l'esecuzione di un'idea che è sorta immediatamente dall'osservazione della situazione dell'Italia come un compendio di principi politico-morali onnivalente, per tutte le circostanze, cioè adatto a nessuna situazione specifica. Si deve giungere alla lettura del Principe immediatamente dalla storia dei secoli trascorsi prima di Machiavelli, con l'impressione che questa ci ha dato; esso così non solo viene giustificato, ma apparirà come una concezione sommamente grande e vera di una autentica mente politica di grandissimo e nobilissimo sentire».
L'azione politica del Principe, osserva Hegel, è infatti tutta diretta a realizzare lo scopo primario della fondazione dello Stato unitario in una situazione politica italiana caratterizzata dalla frammentazione della penisola in cinque grandi Stati in lotta tra loro. Chiunque di loro avesse tentato un'unificazione si sarebbe trovato a dover superare la forte opposizione che la Chiesa cattolica, volendo restare arbitra della sua autonomia, metteva in campo nei confronti di qualsiasi progetto unitario.
In queste condizioni il fine realistico e sommamente morale di unire il popolo in uno Stato deve essere considerato primario e ogni valutazione negativa sui mezzi per realizzarlo deve essere messa da parte, poiché «le membra cancrenose non possono esser curate con l'acqua di lavanda».
Sulla stessa linea critica Francesco De Sanctis, che pure ritiene eccessivo il potere che Machiavelli attribuisce al Principe, giudica il pensiero di Machiavelli come un alto insegnamento delle caratteristiche che deve avere lo Stato moderno, con la netta separazione tra il potere temporale e quello spirituale della Chiesa. Giuseppe Mazzini, nei Doveri dell'uomo, definisce il machiavellismo come il «travestimento della scienza di un grande infelice».

### Il machiavellismo nel secolo XX
Lo stesso giudizio di modernità del pensiero di Machiavelli si ritrova in Benedetto Croce e in Friedrich Meinecke: per il primo Machiavelli ha intuito per primo il nesso dei distinti nella circolarità dei gradi dello Spirito, l'autonomia cioè e la distinzione della politica (che rientra nella sfera dell'economia, agendo per il conseguimento di fini particolari) dalla morale (ispirata dalla realizzazione di fini universali). Per Meinecke grande merito di Machiavelli è aver rafforzato l'idea della "ragion di Stato" come regola normale dell'azione politica.
Per il pensiero marxista Antonio Gramsci vede la spregiudicata azione politica del Principe, espressione della volontà popolare, giustificata dall'ambiente storico in cui si sarebbe dovuta realizzare e trova analogie con la politica perseguita da quel principe moderno che è il partito comunista.
Al di fuori di ogni schema è l'apprezzamento di Friedrich Nietzsche per il Principe, l'espressione di quell'oltreuomo capace di superare ogni morale tradizionale e quell'entusiasta spirito rinascimentale del «sì alla vita».
Spassionatamente realistica compare ancora nel '900 l'analisi di Raymond Aron secondo il quale : «Il Machiavellismo è lo sforzo di portare alla luce le ipocrisie della commedia sociale, di cogliere i sentimenti che fanno veramente muovere gli uomini, di catturare i conflitti autentici che costituiscono il tessuto del divenire storico, di dare una visione di ciò che è realmente la società, spogliata da tutte le illusioni».

## Psicologia
Nel campo della psicologia della personalità, tuttavia, il machiavellismo (a volte abbreviato come MACH) si riferisce a un concetto diverso: un costrutto di tratto della personalità caratterizzato da manipolazione, indifferenza verso la moralità, mancanza di empatia e un focus calcolato sull'interesse personale.
Gli psicologi Richard Christie e Florence L. Geis crearono il costrutto e lo intitolarono a Niccolò Machiavelli, poiché elaborarono una serie di affermazioni modificate e abbreviate, simili nel tono ai suoi scritti, per studiare le variazioni nel comportamento umano. Al di là di ciò, il costrutto non ha alcuna relazione con la figura storica, se non nel nome. Il loro test MACH-IV, un questionario di personalità a 20 domande con scala Likert, divenne lo strumento standard di autovalutazione e misurazione del costrutto di machiavellismo. Coloro che ottengono punteggi elevati sulla scala (*High Machs*) tendono a mostrare un alto livello di disonestà, sfruttamento e un temperamento freddo e poco emotivo.